# Ahmed Mohamed
Ahmed Hasszán Mohamed (1997. augusztus 22. –) egyiptomi kötöttfogású birkózó. A 2018-as birkózó-világbajnokságon a bronzmérkőzésig jutott 63 kg-os súlycsoportban, szabadfogásban. A 2017-es Afrika Bajnokságon ezüstérmet nyert 61 kg-os súlycsoportban. A 2018-as Arab Bajnokságon aranyérmes lett 63 kg-os súlycsoportban.

## Sportpályafutása
A 2018-as birkózó-világbajnokságon a 63 kg-os súlycsoportban a bronzmérkőzésig jutott, melyet elvesztett, így ötödik helyen zárta a bajnokságot.